# ムーゲン (アルスター王妃)
ムーゲン・エタンハイスレフ(?)（en:Mugain, アイルランド語: Mugain Etanchaithrech ingen Echach Feidlig)(発音。 古音： /Moógen Ait-en-hai-rech/ (Leahy); /moo-gan/ (Heaney）。現代音：/mũ:n/(Quiggin))。異綴りではムーウァン (?) (Mumain) とも表記されるが、近代発音は、いずれともムーアン。

アルスター伝説の人物。コンホヴァル・マク・ネサ王の王妃。アイルランド上王エオハド・フェドラハの娘で、つまりはメイヴの姉妹。

「コンホヴァルの娼婦妻」などとも評される。つけられたあだ名は「ハリエニシダのごとき体毛」 ("having gorse-like body hair") 、あるいは「ハリエニシダのような恥毛」の意 。

その名がムーウァン・エタンハイスレフ(?)（アイルランド語: Mumain ingen Echach Feidlig; 「エオハド・フェドラハの娘」）と表記される戦記ものによれば、コンホヴァル王と王妃の間には、グラスネ(?) （Glaisne）という王子をもうけている（これは現代でも男性につけられている名だが、グラスニー、グラシュネ、グラスニェなどと発音されるようである）。

王妃があらぬ姿を公衆にかざしたエピソードに次のようなものがある：少年時代のクーフリンが初勝負を終え、まだ興奮状態のままで王都 エヴァン・マハに帰参した。誰に危害をくわえるともわからないので、これを鎮めるため、コンホヴァル王の号令で、王妃ムーゲンが率いる女どもが丸裸でいっせいに出迎え、クーフリンは恥ずかしさのあまりにその興奮状態から醒めたという（『クアルンゲの牛捕り』の「クーフリンの少年時代の業績」』の章。）。
ムーゲンは後に、コンホヴァルお抱えの詩人であるアイド（現代音：アイ）（アイルランド語: Áed mac Ainninne）と同棲していたことが発覚する。この詩人は引っ立てられると、溺死による処刑を所望するが、歌の力であらゆる川や湖の水を引かせてみせ、しばらく死刑をまぬがれていた。しかしついに勇士ロイガレ・ブアダハの家前の湖で、力がおよばず溺れたのだ（『ロイガレ・ブアダハの最期』）。 ここでは、王妃にどういう沙汰が下ったのか不明である。しかし別の作品によれば、普段は婦女の命を奪うことを良しとしないアルスターの者どもが、王妃への愛情ゆえにこれを弑したと書かれている。 

### 事典など
- Mackillop, James, Dictionary of Celtic Mytholgy (1998)
- Maier, Bernhard, Dictionary of Celtic Religion and Culture (Boydell 1997) 。ベルンハルト・マイヤー（鶴岡真弓監修、平島直一郎訳）『ケルト事典』 創元社 (2001)(邦訳)。
- Mountain, Harry, The Celtic Encyclopedia 3, [books.google.co.jp/books?id=HhEUZs5yibUC&pg=PA646 pg.646-]

### 一次資料
- 『ボイン川の戦い』Joseph O'Neill, "Cath Boinde", Ériu 2 (1905), pp. 173-185
- 『フェルヴへの求婚』[写本 LL; Eg. 1782 冒頭欠損]
  - Windisch 編訳(ドイツ訳) "Tochmarc Ferbe", Irische Texte III/2, 1897, pp. 445-556 books.google
  - Leahy,  A. H. 英訳 The Courtship of Ferb, (ills. by Caroline Watts), David Nutt, London 1902 pp. XXXII + 102, （p.xxvi 発音ガイド、本文 p.12に登場)。Windisch よりの重訳。books.google、IArchive
- 『クーフリンの少年時代』(前話だが、『クアルンゲの牛捕り』本編のひとつの章として組み込まれている)
  - (新訳) Kinsella, "Cúchulainn's Boyhood Deeds" の章 The Táin (1969),pp.76-92; 本文 p.92に登場

### 二次資料
- Thurneysen, R., Irische Helden- und Konigsage (Halle, 1921), 93
- Quiggin, A Dialect of Donegal (1906) wikisource

p.23